# Velcevo (sit SPA)
Velcevo este o arie protejată (arie de protecție specială avifaunistică — SPA) din Bulgaria întinsă pe o suprafață de 2.311,5 ha, integral pe uscat.

## Localizare
Centrul sitului Velcevo este situat la coordonatele 42°54′55″N 24°48′38″E / 42.9152°N 24.8105°E.

## Înființare
Situl Velcevo a fost declarat arie de protecție specială avifaunistică în martie 2007 pentru a proteja 4 specii de animale.

## Biodiversitate
Situată în ecoregiunea continentală, aria protejată nu include niciun habitat protejat.
La baza desemnării sitului se află mai multe specii protejate de  păsări (4): cristeiul de câmp (Crex crex), ciocănitoarea de stejar (Dendrocopos medius), sfrâncioc roșiatic (Lanius collurio), ciocănitoare verzuie (Picus canus)
Pe lângă speciile protejate, pe teritoriul sitului au mai fost identificate 9 specii de păsări.